# Osiedle Witkowice Nowe
Osiedle Witkowice Nowe – osiedle w Krakowie wchodzące w skład Dzielnicy IV Prądnik Biały.
Założenie urbanistyczne Osiedla powstało w latach osiemdziesiątych, pierwsze domy jednorodzinne powstały na początku lat dziewięćdziesiątych.
Osiedle tworzy zespół domów jednorodzinnych wolnostojących i typu bliźniak. Powstałe na pagórkowatym obszarze Osiedle graniczy od południa z siedzibą parafii św. Marii Magdaleny, od zachodu z rozległymi polami uprawnymi zamkniętymi rzeką Prądnik (użytek ekologiczny Dolina Prądnika), od północy z terenami zielonymi przyległymi do dawnego szpitala okulistycznego, od wschodu ze starą zabudową wiejską dzielnicy Witkowice.
Większość domów ma pokrycie ceramiczne koloru czerwonego i spadziste dachy. Na części obszaru osiedla Witkowice Nowe (rejon ul. Głogowej) obowiązuje miejscowy plan zagospodarowania przestrzennego.
Na terenie osiedla znajduje się kilka gabinetów lekarskich (specjalistyczne gabinety lekarskie, gabinet pediatryczny, gabinet internistyczny, i in.). Wiele domów osiedla stanowi przykład rezydencjonalnej zabudowy podmiejskiej.